# Варсонофій (Столяр)
Митрополит Варсонóфій (справжнє ім'я Стóляр Васи́ль Петрóвич; 1 серпня 1972, Ладижин, Тростянецький район, Вінницька область)  — архієрей РПЦвУ, митрополит Вінницький і Барський. За даними OSINT-розслідування групи Molfar є громадянином Росії.

## Життєпис
1993 - 1997  — навчання у Київській духовній семінарії. 
1997 - 2001  — навчання у Київській духовнії академії Московської патріархії. 
28 листопада 1998  — зарахований послушником до Свято- Успенської Києво-Печерської Лаври. 
24 грудня 1998  — пострижений у рясофор з іменем Варсонофій на честь Варсонофія Великого. 
7 квітня 1999  — рукоположений в сан ієромонаха. 
5 лютого 2001  — обраний членом Духовного Собору та призначений на послух скарбника Києво-Печерської Лаври. 
7 квітня 2001  — возведений в сан ігумена. 
14 березня 2004  — возведений в сан архімандрита.
8 липня 2011  — учасник Собору УПЦ МП від Київської єпархії. 
25 серпня 2012  — рішенням синоду УПЦ МП обраний єпископом Бородянським, вікарієм Київської митрополії.
28 серпня 2012  — в Трапезному храмі Києво-Печерської Лаври відбулась архієрейська хіротонія.
26 березня 2013  — указом митрополита Сабодана призначений ключарем кафедрального собору на честь Воскресіння Христового.
25 квітня 2013  — призначений на посаду голови Адміністративно-господарського управління.
25 вересня 2013  — керуючий Бородянським вікаріатством Київської єпархії Української Православної Церкви (Московського патріархату). 
17 серпня 2018  — з уваги до архіпастирських трудів Блаженнішим Митрополитом Онуфрієм возведений у сан архієпископа. 
17 грудня 2018  — перепризначений на Вінницьку кафедру у зв'язку з переходом попереднього голови єпархії митрополита Симеона (Шостацького) до ПЦУ.
17 серпня 2019  —в Успенському соборі Києво-Печерської лаври, з нагоди 5-ї річниці інтронізації митрополита Київського і всієї України Онуфрія, зведений у сан митрополита.
31 жовтня 2024 в числі 17 (із 53) правлячих і 14 (із 58) вікарних архієреїв УПЦ МП підписав заяву, в якій засудив анексію Російською Православною церквою Донецької єпархії, зняття її керівника митрополита Іларіона і заміни на росіянина, уродженця Рязанської області Росії, архієрея з Далекого Сходу.

## Нагороди
- 21 листопада 2000  — наперсний хрест .
- 2000  — ювілейний орден «Різдво Христове-2000» II ступеню.
- 21 листопада 2002  — нагороджений хрестом з прикрасами.

## Фотогалерея

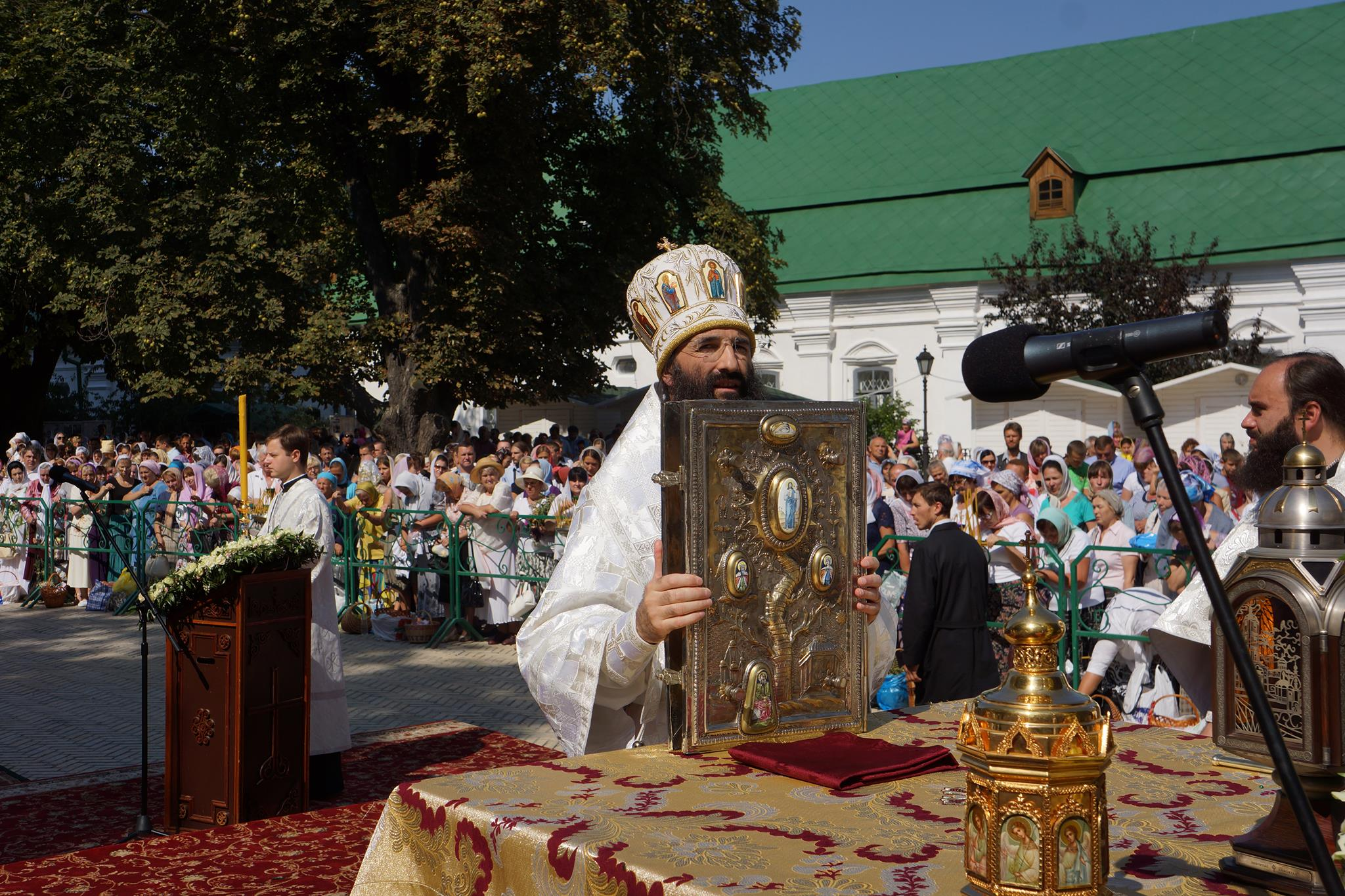
Єпископ Бородянський Варсонофій. Києво-Печерська Лавра
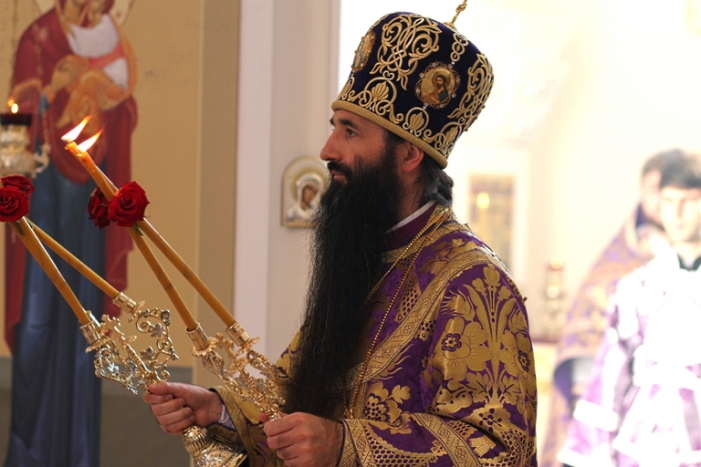
Єпископ Варсонофій. Благословення віруючих
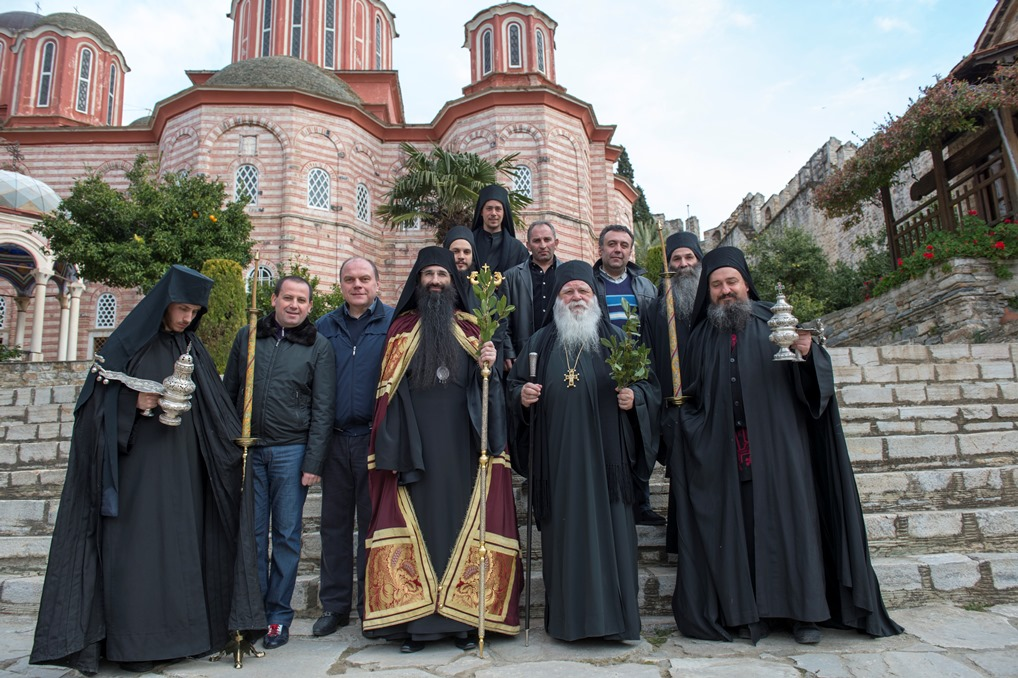
Афон. Єпископ Бородянський Варсонофій.

## Лінки
- Митрополит Вінницький і Барський Варсонофій [Архівовано 15 травня 2021 у Wayback Machine.](укр.)
- Епископ Бородянский Варсонофий [Архівовано 12 листопада 2014 у Wayback Machine.] (рос.)
- Зловмисники розписали паркан навколо київського храму Воскресіння РПЦ гаслами – «Смерть ФСБ», «Смерть Моспатріархату», «Смерть рейдерам»... [Архівовано 13 листопада 2014 у Wayback Machine.]